# Roberto Palacios
Roberto Palacios (n. 28 decembrie 1972, Lima, Peru) este un fotbalist peruan liber de contract, care joacă pe post de mijlocaș. Pe plan internațional, are prezențe la națională pentru Peru.